# 刺肋白睫蘚
刺肋白睫蘚（学名：Leucophanes albescens）为白髮蘚科白睫蘚屬下的一个种。